# خوسيه كونتريرز
خوسيه كونتريرز هو لاعب كرة قاعدة كوبي، ولد في 6 ديسمبر 1971 في محافظة بينار ديل ريو في كوبا.

## وصلات خارجية
- خوسيه كونتريرز على موقع دوري كرة القاعدة الرئيسي (الإنجليزية)
- خوسيه كونتريرز على موقعبيزبول رفرنس.كوم (الدوري الرئيسي) (الإنجليزية)
- خوسيه كونتريرز على موقعبيزبول رفرنس.كوم (الدوري الثانوي) (الإنجليزية)
- خوسيه كونتريرز على موقع إي إس بي إن.كوم (أم.أل.بي) (الإنجليزية)
- خوسيه كونتريرز على موقع مشجعي الرسوم البيانية (الإنجليزية)
- خوسيه كونتريرز على موقع أوليمبيديا (الإنجليزية)